# Sebastián Vergara Tapia
Sebastián Vergara Tapia  (La Florida, 1 de marzo de 1983) es un geógrafo y político chileno, militante del Partido por la Democracia. Desde el 11 de marzo del 2023 se desempeña como subsecretario de Bienes Nacionales bajo el gobierno del presidente Gabriel Boric. 

## Reseña biográfica
Nacido en la comuna de La Florida en 1983, estudió su enseñanza básica en el establecimiento London College, terminando su enseñanza media en el emblemático Liceo Barros Borgoño.
Ingresó a la Universidad de Chile en el año 2000, obteniendo la licenciatura en geografía y posteriormente el título profesional en 2005.
En 2010 obtuvo un Máster en Gestión y Promoción del Desarrollo Local en la Universidad Jaime I. 

## Trayectoria profesional y política
Su primer acercamiento en la política fue en 1999 cuando asumió la vicepresidencia del centro de alumnos del Liceo Manuel Barros Borgoño. En el 2000 ingresó a militar al Partido por la Democracia (PPD) y fue escogido como presidente de las juventudes de esa colectividad desde 2011 a 2012.      
Desde abril de 2007 a septiembre de 2008 fue jefe de planificación de la subsecretaría de Telecomunicaciones de Chile bajo la administración de Pablo Bello en el primer gobierno de Michelle Bachelet. Luego, asumió el cargo de encargado de desarrollo ambiental regional en la Intendencia de la Región Metropolitana durante la gestión de Claudio Orrego.
En 2012 fue escogido como uno de “Los 100 líderes jóvenes” de la revista Sábado de El Mercurio. “Sus logros abarcan la ecología, la educación cívica y la política”, constató el medio.
Luego de esta experiencia, entre 2012 y 2014, asumió como Director de Desarrollo Comunitario, en la municipalidad de Conchalí bajo la administración de Carlos Sottolichio, para luego, entre 2014 y 2015, desempeñarse como director regional metropolitano del Instituto Nacional del Deporte. 
El año 2015 asumió como jefe de gabinete del entonces intendente metropolitano Claudio Orrego. Posteriormente, en el segundo gobierno de Michelle Bachelet, fue nombrado como jefe de gabinete de Andrés Gómez-Lobo en el ministerio de Transporte y Telecomunicaciones desde 2016 a 2018.  
En 2018  fue electo como secretario general del Partido por la Democracia (PPD), etapa en la que le tocó liderar en su sector el "Acuerdo por la Paz Social y la Nueva Constitución", que permitió dar inicio al Plebiscito nacional de Chile de 2020.
El año 2021 asumió como jefe de gabinete de la alcaldesa Claudia Pizarro en la comuna de La Pintana hasta integrarse, el año 2022, al gobierno del Presidente Gabriel Boric como jefe de gabinete de Fernando Ayala en la subsecretaría de Defensa. Luego, en septiembre del mismo año, fue parte del equipo del Ministerio de Ciencia, Tecnología, Conocimiento e Innovación como jefe de gabinete de la exministra Silvia Díaz Acosta. 
El 11 de marzo de 2023 fue nombrado Subsecretario de Bienes Nacionales en el segundo cambio de gabinete realizado por el presidente Gabriel Boric, relevando en este cargo a Marilén Cabrera, quien ejerció desde marzo de 2022.